# Supercopa de España 2022
La Supercopa de España 2022 è stata la trentottesima edizione della Supercoppa di Spagna e si è svolta tra il 12 e il 16 gennaio 2022 in Arabia Saudita, allo stadio internazionale Re Fahd di Riad.
Il torneo è stato vinto dal Real Madrid, al dodicesimo successo nella manifestazione, dopo aver battuto per 2-0 l'Athletic Bilbao.

## Formato
Si tratta della terza edizione con il nuovo formato, che prevede quattro partecipanti: la vincitrice della Coppa del Re 2020-2021 e della Primera División 2020-2021, la finalista della coppa nazionale e la squadra classificatasi seconda in campionato. In caso di coincidenze, accede alla Supercoppa la squadra meglio posizionata in Liga che non è finalista della Coppa del Re. Le squadre si affrontano in semifinale e finale a gara unica, per un totale di tre partite. Il nuovo formato prevede che la squadra campione della Coppa del Re affronti la squadra seconda classificata in campionato, e che la squadra campione di Spagna affronti la finalista della Coppa del Re.

## Squadre partecipanti
|  | Barcellona      |  | Vincitore della Coppa del Re 2020-2021                |
|  | Atlético Madrid |  | Vincitore della Primera División 2020-2021            |
|  | Athletic Bilbao |  | Finalista della Coppa del Re 2020-2021                |
|  | Real Madrid     |  | Secondo classificato della Primera División 2020-2021 |

## Risultati

### Tabellone
|  | Semifinali        | Semifinali        | Semifinali  |             |                 | Finale          | Finale | Finale |  |
|  |                   |                   |             |             |                 |                 |        |        |  |
|  | Atlético Madrid   | Atlético Madrid   | 1           |             |                 |                 |        |        |  |
|  | Atlético Madrid   | Atlético Madrid   | 1           |             |                 |                 |        |        |  |
|  | Athletic Bilbao   | Athletic Bilbao   | 2           |             |                 |                 |        |        |  |
|  | Athletic Bilbao   | Athletic Bilbao   | 2           |             | Athletic Bilbao | Athletic Bilbao | 0      |        |  |
|  |                   |                   |             |             | Athletic Bilbao | Athletic Bilbao | 0      |        |  |
|  |                   |                   | Real Madrid | Real Madrid | 2               |                 |        |        |  |
|  | Barcellona        | Barcellona        | Real Madrid | Real Madrid | 2               | 2               |        |        |  |
|  | Barcellona        | Barcellona        |             |             |                 |                 |        |        |  |
|  | Real Madrid (dts) | Real Madrid (dts) | 3           |             |                 |                 |        |        |  |

### Semifinali
| Arbitro: | Munuera Montero |

|                              |           |                                       |
| L. de Jong 41’ Ansu Fati 83’ | Marcatori | 25’ Vinícius 72’ Benzema 98’ Valverde |

| Arbitro: | Cuadra Fernández |

|                  |           |                           |
| Simón 62’ (aut.) | Marcatori | 77’ Yeray 81’ N. Williams |

### Finale
| Arbitro: | Soto Grado |

|  |           |                               |
|  | Marcatori | 38’ Modrić 52’ (rig.) Benzema |

| Athletic Bilbao | Real Madrid |

| P               | 1         | Unai Simón         |     |     |
| D               | 18        | Óscar de Marcos    |     |     |
| D               | 5         | Yeray Álvarez      | 90’ |     |
| D               | 4         | Iñigo Martínez     |     |     |
| D               | 24        | Mikel Balenziaga   |     | 58’ |
| C               | 7         | Álex Berenguer     |     | 46’ |
| C               | 14        | Dani García        | 77’ |     |
| C               | 19        | Oier Zarraga       |     | 58’ |
| C               | 10        | Iker Muniain       |     | 81’ |
| A               | 8         | Oihan Sancet       |     | 58’ |
| A               | 9         | Iñaki Williams     |     |     |
| A disposizione: |           |                    |     |     |
| P               | 26        | Julen Agirrezabala |     |     |
| D               | 12        | Dani Vivian        |     |     |
| D               | 15        | Iñigo Lekue        |     |     |
| D               | 17        | Yuri Berchiche     |     | 58’ |
| D               | 21        | Ander Capa         |     |     |
| C               | 2         | Álex Petxarroman   |     |     |
| C               | 6         | Mikel Vesga        |     | 58’ |
| C               | 23        | Peru Nolaskoain    |     |     |
| C               | 33        | Nico Serrano       |     | 81’ |
| A               | 22        | Raúl García        |     | 58’ |
| A               | 30        | Nico Williams      |     | 46’ |
| Allenatore:     |           |                    |     |     |
| Marcelino       | Marcelino | Marcelino          | 51’ |     |

| P               | 1  | Thibaut Courtois  |     |       |
| D               | 17 | Lucas Vázquez     |     | 90+1’ |
| D               | 3  | Éder Militão      | 87’ |       |
| D               | 4  | David Alaba       |     |       |
| D               | 23 | Ferland Mendy     |     |       |
| C               | 14 | Casemiro          |     |       |
| C               | 8  | Toni Kroos        |     |       |
| C               | 10 | Luka Modrić       |     |       |
| A               | 21 | Rodrygo           |     | 64’   |
| A               | 9  | Karim Benzema     |     |       |
| A               | 20 | Vinícius Júnior   |     | 86’   |
| A disposizione: |    |                   |     |       |
| P               | 13 | Andrij Lunin      |     |       |
| P               | 40 | Toni Fuidias      |     |       |
| D               | 6  | Nacho             |     | 90+1’ |
| D               | 12 | Marcelo           |     | 86’   |
| C               | 15 | Federico Valverde |     | 64’   |
| C               | 19 | Dani Ceballos     |     |       |
| C               | 22 | Isco              |     |       |
| C               | 25 | Eduardo Camavinga |     |       |
| A               | 7  | Eden Hazard       |     |       |
| A               | 16 | Luka Jović        |     |       |
| Allenatore:     |    |                   |     |       |
| Carlo Ancelotti |    |                   |     |       |